# Рух за відміну авторського права
Рух за відмі́ну а́вторського пра́ва, Антикопіра́йт — суспільно-політичний рух, що незгідний з природою теперішнього закону про авторське право, часто зосереджується на негативних філософських, економічних чи соціальних наслідках авторського права. Учасники цього руху виступають за повну або часткову зміну чи відміну теперішнього закону про авторське право.
Зазвичай авторське право розуміється в рамках Бернської конвенції, розробленої Віктором Гюго, та підписаної у 1886 році. З того часу були укладені численні міжнародні договори, проте закон про авторське право відрізняється у різних країнах.
Центральний аргумент антикопірайту в тому, що авторське право не є і ніколи не було корисним для суспільства, натомість слугує збагаченню невеликої кількості людей за рахунок креативності та поширеності доступу до їхніх творів. Класичний аргумент на користь авторського права такий, що надання творцям тимчасової монополії щодо їхніх творів забезпечує їх прибутком, і таким чином заохочує їх продовжувати творчу працю.
В контексті розвитку інтернету та новітніх технологій, існує думка що закон про авторське право потрібно пристосовувати до сучасних інформаційних технологій.